# Abdullah bin Saleh Al-Ubaid
Abdullah bin Saleh bin Obaid Al-Obaid (1941 -) es el ex ministro de Educación de Arabia Saudita . Nació en 1361 AH / 1941 d. C. en la Gobernación de Al-Badayea en la región de Al-Qassim en el Reino de Arabia Saudita .[cita requerida]

## Su vida y crianza
- Doctorado: Currículo y Evaluación Educativa - Universidad Estatal de Oklahoma, EE. UU.
- MA: Currículo y Evaluación Educativa - Universidad Estatal de Oklahoma, EE. UU.
- Licenciatura: Facultad de Lengua Árabe - Universidad Islámica Imam Muhammad ibn Saud, Reino de Arabia Saudita .
- Obtuvo un certificado del Curso Superior de Gestión del Instituto de Administración Pública de Riad, Reino de Arabia Saudita .
- Obtuvo un certificado del Curso de Calificación Militar para Oficiales Universitarios, Reino de Arabia Saudita .

## Posiciones
- Delegado de la Presidencia General para la Educación de las Niñas en Al-Zulfi – 1383 H / 1963
- Editor en el Ministerio de Defensa y Aviación y en las Fuerzas Aéreas Reales Sauditas – 1384–1388 H / 1964–1968
- Profesor en la Academia Aérea del Rey Faisal, Director de la Oficina del Comandante de la Academia y Jefe del Departamento de Educación – 1388–1401 H / 1968–1981
- Subsecretario Adjunto de Asuntos Administrativos en la Presidencia General de Asuntos de las Dos Mezquitas Sagradas – 1401 H / 1981
- Vicepresidente General de Asuntos de la Mezquita del Profeta en Medina – 1402 H / 1982
- Vicerrector de la Universidad Islámica de Medina – 1402 H / 1982, y luego Rector de la misma universidad – 1403–1416 H / 1983–1996
- Secretario General de la Liga del Mundo Islámico en La Meca – 1416–1421 H / 1996–2001
  - Durante este tiempo también desempeñó las siguientes funciones:
    - Secretario General del Consejo Supremo Mundial de Mezquitas
    - Presidente de la Comisión de Milagros Científicos en el Corán y la Sunnah
    - Vicepresidente del Complejo Islámico de Jurisprudencia (Al-Majma' al-Fiqhi al-Islami)
    - Presidente del Consejo de la Organización Islámica Mundial de Socorro
- Miembro del Consejo de la Shura (Asamblea Consultiva Saudita) – 1422–1425 H / 2002–2005
  - Durante este periodo, también fue:
    - Miembro fundador y presidente de la Sociedad Nacional de Derechos Humanos
- Ministro de Educación de Arabia Saudita – 1425–1430 H / 2005–2009
  - En este cargo, también ocupó los siguientes roles:
    - Vicepresidente de la Fundación Rey Abdulaziz y sus Hombres para el Talento y la Creatividad (Mawhiba)
    - Vicepresidente del Comité Supremo de Política Educativa
    - Presidente de la Asociación Scout Árabe Saudita
    - Presidente del Comité Nacional para la Infancia
    - Presidente del Comité Nacional de Educación, Ciencia y Cultura
    - Miembro del Consejo de Servicio Civil
    - Miembro del Consejo Superior de Universidades
- Supervisor General de la Liga del Mundo Islámico – Desde 1437 H / 2015 hasta la actualidad

## Contribuciones científicas
Participó en numerosos consejos, conferencias y seminarios locales, regionales e internacionales sobre promoción y educación, diálogo entre seguidores de religiones, culturas y civilizaciones, asuntos de minorías islámicas y derechos humanos . Dirigir y discutir diversas tesis de maestría y doctorado y evaluar investigaciones científicas. Realizó numerosos estudios, investigaciones y documentos de trabajo. Incluido:
- Un estudio comparativo entre los currículos educativos en el Reino Unido y los Estados Unidos de América.
- Desarrollo de la capacidad humana técnica y profesional en el Reino de Arabia Saudita.
- Notas sobre el arte del liderazgo y la formación del carácter.
- Los esfuerzos del Reino de Arabia Saudita para servir al Islam y a los musulmanes en el Este de Asia.
- Logros del Reino de Arabia Saudita al servicio de los organismos y organizaciones islámicos.
- Los esfuerzos del Reino de Arabia Saudita en apoyo a la causa palestina.
- El Reino, el Islam y el diálogo de civilizaciones.
- ¿Los países árabes apoyan el terrorismo? Arabia Saudita como modelo.
- La dignidad humana en el Islam.
- Civilizaciones y culturas: ¿armonía o choque?
- Los derechos de los no musulmanes en el Islam: controles para la coexistencia entre musulmanes y cristianos.
- El terrorismo y su enfrentamiento.
- Las citas son un camino hacia la tolerancia.
- Los derechos humanos entre el Islam y los esfuerzos internacionales.
- Calidad y caridad.

Sus viajes académicos
Viajó a muchos países y estudió con numerosos eruditos en las ciencias del Corán, las lecturas coránicas, el Hadiz, la jurisprudencia islámica (fiqh) y sus fundamentos, así como en las ciencias del idioma árabe. Entre los lugares a los que viajó y de cuyos sabios adquirió conocimiento —además de los eruditos de Riad dentro del Reino— se encuentran La Meca, Medina, Al-Qasim, Taif, Yeda y Al-Ahsa. Fuera del Reino, viajó a Siria, Líbano, Yemen, Egipto, Marruecos, Túnez, India, Pakistán y Nepal. Escuchó extensas obras académicas en estas disciplinas y obtuvo numerosas autorizaciones (ijazat) en diversas ciencias, incluidas las diez lecturas menores y mayores del Corán, así como las cuatro adicionales. Viajó especialmente a Egipto, Siria y Marruecos, donde estudió con eruditos especializados en el Corán y sus lecturas, área en la que tiene un profundo interés.

### Sobre sus maestros
Estudió con numerosos eruditos, que Dios tenga misericordia de ellos, con quienes tuvo lecturas prolongadas y breves. Estos se dividen en dos categorías:

#### 1) Maestros de lectura (sin ijazah o autorización formal):
Estudió con muchos, entre ellos:
1. Su Eminencia el Sheij ‘Abd al-‘Aziz ibn Baz
2. Su Eminencia el Sheij ‘Abdullah ibn Humaid
3. El erudito Sheij Muhammad ibn al-‘Uthaymin
4. El erudito Sheij ‘Abdullah ibn Jibrin
5. El jurista Sheij Hasan ibn Mani‘
6. El Sheij ‘Abd al-Razzaq ‘Afifi
7. El Sheij ‘Abdullah ibn Qa‘ud

Con ellos estudió numerosos libros fundamentales (las Seis Madres del Hadiz), así como libros sobre el monoteísmo, la biografía profética, la jurisprudencia islámica, el hadiz, la exégesis (tafsir), los fundamentos del derecho islámico, la lengua árabe y otras ciencias.

### 2) Maestros de lectura con autorización (ijazah)
Estudió con un gran número de eruditos de las lecturas del Corán, superando el centenar. Entre ellos se destacan:
- Ahmad Mustafa Abu Hasan: Le recitó el Corán completo cinco veces: una lectura según Ḥafṣ, otra según Qālūn, una tercera según Warsh, una más según Ḥamzah y una según las diez lecturas canónicas a través de las rutas de al-Shāṭibiyyah y al-Durrah. También memorizó con él los poemas didácticos al-Shāṭibiyyah y al-Durrah.
- Muhammad ‘Abd al-Ḥamid al-Iskandarī: Le recitó las diez lecturas por la vía de al-Ṭayyibah dos veces. Memorizó con él el poema al-Ṭayyibah de Ibn al-Jazarī, y estudió las correcciones (taḥrīrāt) de su maestro al-Khalījī, sus explicaciones, la Alfiyya al-Khalījiyya, entre otros textos.
- ‘Abd al-Bāsiṭ Hāshim: Le enseñó las diez lecturas según al-Ṭayyibah y otras cuatro lecturas anómalas (shawādhdh). Estudió con él al-Ṭayyibah, al-Shāṭibiyyah, al-Durrah, las correcciones, los caminos de transmisión (ṭuruq), al-Fawā’id al-Mu‘tabarah de al-Mutawallī, al-Nāẓimah, al-‘Aqīlah, al-Nashr fī al-Qirā’āt al-‘Ashr y Ithāf Fuḍalā’ al-Bashar, entre otros.
- Umm al-Sa‘d al-Iskandariyyah: Le enseñó las diez lecturas por las rutas de al-Shāṭibiyyah y al-Durrah.
- Miṣbāḥ Ibrāhīm al-Dusūqī: Le enseñó las diez lecturas también según al-Shāṭibiyyah y al-Durrah.

Además, estudió con otros más de cien eruditos de la ciencia de las lecturas coránicas (‘ilm al-qirā’āt), y leyó con ellos cerca de 200 libros relacionados con el Corán y su recitación, los cuales recopiló en su obra "al-Wajīz fī Dhikr al-Mujāz wa-l-Mujīz bi-l-Kitāb al-‘Azīz".
Entre los libros leídos se encuentran al-Nashr de Ibn al-Jazarī, al-Maṣāḥif de Ibn Abī Dāwūd, la Alfiyya al-Dānī (llamada al-Qaṣīda al-Munabbihah), su obra al-Taḥdīd, los poemas de al-Khāqānī, al-Sakhāwī y Ibn al-Jazarī sobre el tajwīd, entre otros.
- ‘Abd al-‘Azīz ibn Ṣāliḥ ibn Murshid: Estudió con él obras como al-Luma‘ah de Ibn Qudāmah, al-‘Aqīdah al-Ṭaḥāwiyyah, libros del shaykh al-Islām Ibn Taymiyyah, Ibn al-Qayyim, el imām renovador Muḥammad ibn ‘Abd al-Wahhāb, Bulūgh al-Marām, ‘Umdat al-Aḥkām y otras más.
- ‘Abd Allāh ibn ‘Abd al-‘Azīz ibn ‘Aqīl: Le recitó Ṣaḥīḥ al-Bujārī, el Musnad del Imām Aḥmad, Bulūgh al-Marām, ‘Umdat al-Aḥkām, al-Muḥarrar de Ibn ‘Abd al-Hādī, y más de 50 volúmenes de las obras jurídicas del madhhab Ḥanbalí como al-Khiraqī, al-Zād, al-Dalīl, al-‘Umdah, al-Hidāyah, Muntahā al-Irādāt, al-Rawḍ al-Murbi‘ y otros. Además, leyó con él más de cien volúmenes en distintas ciencias.
- Muḥammad ibn ‘Abd al-Raḥmān ibn Isḥāq Āl al-Shaykh: Estudió con él muchos libros en diversas ciencias como Zād al-Mustaqni‘, libros de Ibn Taymiyyah, Ibn al-Qayyim y del imām Muḥammad ibn ‘Abd al-Wahhāb como Kitāb al-Tawḥīd, Kashf al-Shubuhāt, libros de los imames de la da‘wah y al-Luma‘ah, entre otros.
- Sulaymān al-Ahdal: Le recitó Ṣaḥīḥ al-Bujārī y Ṣaḥīḥ Muslim, los cuatro Sunan, al-Minhāj de al-Nawawī, al-Taḥrīr de Shaykh al-Islām Zakariyyā, Matn Abī Shujā‘, Naẓm al-Zubad y la exégesis Tafsīr al-Jalālayn, entre otros.
- Ibrāhīm Ḥasan Hind: Le recitó los Sunan de Abū Dāwūd, al-Dārimī, al-Dāraqutnī, Ṣaḥīḥ Ibn Ḥibbān, al-Shamā’il de al-Tirmidhī, la Sīrah de Ibn Hishām, al-Shifā’ de al-Qāḍī ‘Iyāḍ, ‘Ulūm al-Ḥadīth de Ibn al-Ṣalāḥ, al-Raḥbiyyah, Jam‘ al-Jawāmi‘, Naẓm al-Waraqāt, Naẓm al-Qawā‘id al-Fiqhiyyah de Ibn Abī al-Qāsim, Maqāmāt al-Ḥarīrī, y otros.

- Muḥammad ibn ‘Alī al-Ānsī: Le recitó al-Muṣannaf de ‘Abd al-Razzāq, el Musnad de al-Ṭayālisī, el Kitāb de Sībawayh, Mughnī al-Labīb, al-Ḥamāsah de Abū Tammām, al-Kāmil de al-Mubarrad y otros textos.
  - ‘Abd al-Qādir ibn ‘Abd Allāh Sharaf al-Dīn: Le recitó Ṣaḥīḥ al-Bujārī, al-Tirmidhī, ‘Ilal al-Tirmidhī, al-Awā’il al-Sunbuliyyah y otros libros. Es considerado la cadena de transmisión más elevada que narra las colecciones madre (Ummāt al-Kutub) por audición en el mundo islámico.
  - Sālim ibn ‘Alī al-Surdūḥī: Le recitó Ṣaḥīḥ Ibn Khuzaymah, el Musnad de Abū Ya‘lā, al-Muntaqā de Ibn al-Jārūd, al-Muṣannaf de Ibn Abī Shaybah, al-Fuṣūl de Ibn Kathīr, al-Tibyān de al-Nawawī, Taḥrīr al-Aḥkām de Ibn Jamā‘ah y otros textos.
  - Aḥmad Qāsim al-Baḥr: Le recitó al-Umm del Imām al-Shāfi‘ī, su Musnad, Matn Abī Shujā‘, Alfiyyat Ibn Mālik, el poema Bānat Su‘ād, Mi’at al-Ma‘ānī de Ibn al-Shiḥnah, Naẓm al-Qawā‘id de al-Shibrāwī, Ādāb al-Baḥth de al-‘Aḍud, el poema Ādāb al-Baḥth wa al-Munāẓarah de Ṭāshkubrīzādah, al-Rāmizah sobre métrica y rima de al-Khazrajī, al-Sullam al-Munaūrāq sobre lógica, al-Burda de al-Būṣīrī y otros textos.
  - Muḥammad ibn Ḥusayn Faqīrah al-Sindī: Le recitó todos los Masānīd del Imām Abū Ḥanīfah, que son diecisiete, además de al-Āthār de Abū Yūsuf y Muḥammad ibn al-Ḥasan, y al-Kitāb de al-Qudūrī, entre otros.
  - Muḥammad ibn ‘Abd al-Hādī al-Baqqālī: Le recitó al-Muwaṭṭa’ del Imām Mālik, al-Risālah de Ibn Abī Zayd, las Musalsalāt de Ibn ‘Aqīlah, al-Awā’il al-Sunbuliyyah, al-‘Ajlūniyyah, entre otros.
  - Los sabios del ḥadīth en la India y otros lugares: Les recitó una gran cantidad de obras como las seis colecciones madre (al-Ummāt al-Sittah) en repetidas ocasiones, al-Muwaṭṭa’ según la narración de Yaḥyá ibn Yaḥyá y Muḥammad ibn al-Ḥasan, al-Adab al-Mufrad de al-Bujārī, al-Muntaqā de al-Majd Ibn Taymiyyah, Mishkāt al-Maṣābīḥ, Bulūgh al-Marām, ‘Umdat al-Aḥkām con su comentario Iḥkām al-Aḥkām de Ibn Daqīq al-‘Īd, al-Muḥarrar, las Musalsalāt de al-Walī al-Dihlawī, libros sobre la ciencia del ḥadīth como ‘Ulūm al-Ḥadīth de Ibn al-Ṣalāḥ, las Alfiyyahs de al-‘Irāqī y al-Suyūṭī, al-Nukhbah, Nuzhat al-Naẓar, ‘Ilal de al-Tirmidhī, al-Riḥlah de al-Khaṭīb al-Baghdādī, Tadhkirat al-Sāmi‘ wa al-Mutakallim de Ibn Jamā‘ah, Mukhtaṣar al-Qudūrī, al-Kāfiyah, al-Shāfiyah de Ibn al-Ḥājib, entre muchos otros.  Todos estos libros los leyó completos, desde el inicio hasta el final, por la gracia y bendición de Dios, no por su propia fuerza.  Enumeró a todos sus shuyūkh (maestros) —que Dios tenga misericordia de ellos— y todas sus lecturas con ellos en sus obras al-Mashyakha y Dīwān al-Masmū‘āt.

- ‘Abd al-Qādir ibn ‘Abd Allāh Sharaf al-Dīn: Le recitó Ṣaḥīḥ al-Bujārī, al-Tirmidhī, ‘Ilal al-Tirmidhī, al-Awā’il al-Sunbuliyyah y otros libros. Es considerado la cadena de transmisión más elevada que narra las colecciones madre (Ummāt al-Kutub) por audición en el mundo islámico.
- Sālim ibn ‘Alī al-Surdūḥī: Le recitó Ṣaḥīḥ Ibn Khuzaymah, el Musnad de Abū Ya‘lā, al-Muntaqā de Ibn al-Jārūd, al-Muṣannaf de Ibn Abī Shaybah, al-Fuṣūl de Ibn Kathīr, al-Tibyān de al-Nawawī, Taḥrīr al-Aḥkām de Ibn Jamā‘ah y otros textos.
- Aḥmad Qāsim al-Baḥr: Le recitó al-Umm del Imām al-Shāfi‘ī, su Musnad, Matn Abī Shujā‘, Alfiyyat Ibn Mālik, el poema Bānat Su‘ād, Mi’at al-Ma‘ānī de Ibn al-Shiḥnah, Naẓm al-Qawā‘id de al-Shibrāwī, Ādāb al-Baḥth de al-‘Aḍud, el poema Ādāb al-Baḥth wa al-Munāẓarah de Ṭāshkubrīzādah, al-Rāmizah sobre métrica y rima de al-Khazrajī, al-Sullam al-Munaūrāq sobre lógica, al-Burda de al-Būṣīrī y otros textos.
- Muḥammad ibn Ḥusayn Faqīrah al-Sindī: Le recitó todos los Masānīd del Imām Abū Ḥanīfah, que son diecisiete, además de al-Āthār de Abū Yūsuf y Muḥammad ibn al-Ḥasan, y al-Kitāb de al-Qudūrī, entre otros.
- Muḥammad ibn ‘Abd al-Hādī al-Baqqālī: Le recitó al-Muwaṭṭa’ del Imām Mālik, al-Risālah de Ibn Abī Zayd, las Musalsalāt de Ibn ‘Aqīlah, al-Awā’il al-Sunbuliyyah, al-‘Ajlūniyyah, entre otros.
- Los sabios del ḥadīth en la India y otros lugares: Les recitó una gran cantidad de obras como las seis colecciones madre (al-Ummāt al-Sittah) en repetidas ocasiones, al-Muwaṭṭa’ según la narración de Yaḥyá ibn Yaḥyá y Muḥammad ibn al-Ḥasan, al-Adab al-Mufrad de al-Bujārī, al-Muntaqā de al-Majd Ibn Taymiyyah, Mishkāt al-Maṣābīḥ, Bulūgh al-Marām, ‘Umdat al-Aḥkām con su comentario Iḥkām al-Aḥkām de Ibn Daqīq al-‘Īd, al-Muḥarrar, las Musalsalāt de al-Walī al-Dihlawī, libros sobre la ciencia del ḥadīth como ‘Ulūm al-Ḥadīth de Ibn al-Ṣalāḥ, las Alfiyyahs de al-‘Irāqī y al-Suyūṭī, al-Nukhbah, Nuzhat al-Naẓar, ‘Ilal de al-Tirmidhī, al-Riḥlah de al-Khaṭīb al-Baghdādī, Tadhkirat al-Sāmi‘ wa al-Mutakallim de Ibn Jamā‘ah, Mukhtaṣar al-Qudūrī, al-Kāfiyah, al-Shāfiyah de Ibn al-Ḥājib, entre muchos otros.

Todos estos libros los leyó completos, desde el inicio hasta el final, por la gracia y bendición de Dios, no por su propia fuerza.
Enumeró a todos sus shuyūkh (maestros) —que Dios tenga misericordia de ellos— y todas sus lecturas con ellos en sus obras al-Mashyakha y Dīwān al-Masmū‘āt.

### Sus alumnos
Muchos estudiantes de todo el mundo han estudiado con él las ciencias islámicas y lingüísticas, así como las diez lecturas menores y mayores del Corán (al-qirā’āt al-‘ashr al-ṣughrā wa al-kubrā) y las cuatro lecturas adicionales.

### Programas científicos y de divulgación religiosa
Ha establecido numerosos programas educativos y de predicación en países como:
Arabia Saudita, Kuwait, Bahréin, Emiratos Árabes Unidos, Catar, Egipto, Jordania, Yemen, Turquía, India, Sudáfrica y el norte del continente, el sudeste asiático, Estados Unidos, Reino Unido y varios países de Europa.
Visitó países como España, Francia, Alemania, Serbia, Bosnia y Herzegovina, entre otros.
Tiene un proyecto anual sobre el Corán en el que enseña la lectura según Ḥafṣ, las diez lecturas menores y mayores, y las cuatro adicionales. También enseña las reglas de tajwīd, la escritura coránica (al-rasm), y la enumeración de los versículos del Corán en diferentes países.
Asimismo, se celebran para él clases en la mezquita del Profeta (al-Masjid al-Nabawī).
Ha impartido conferencias, lecciones y ha enseñado libros en varias universidades del mundo, entre ellas:
- Universidad Salafí de Banāras (India)
- Universidad Islámica del Estado de Minnesota (EE. UU.)
- Universidad Islámica de Malasia
- Universidad de Kuwait
- Universidad de Delhi
- Universidad ‘Umarābād en Madrás (India)

También fue juez en el Concurso Internacional del Corán del Estado de Kuwait, en las categorías de memorización y lecturas, durante su octava edición (1438 H / 2017 M).

### Contribuciones en los medios de comunicación
Ha participado en varios programas científicos y de fatwas (edicto religioso) en distintos canales de televisión, tales como:
- Canal Dalil
- Canal Al-Resalah
- Canal Sharjah

En estos canales grabó más de 30 episodios de programas religiosos.

### Obras, investigaciones y verificaciones
1. Al-Imti‘ā’ bi Dhikr Ba‘ḍ Kutub al-Samā‘ (Disfrute mencionando algunos libros de audición).
2. Ad-Durar al-Bahiyya fī al-Masā’il al-Fiqhiyya li al-Shawkānī (Joyas resplandecientes en asuntos de jurisprudencia, de al-Shawkānī). Verificación y comentario.
3. Al-Majāz fī Dhikr al-Majāz (La metáfora en la mención de la metáfora).
4. Al-Itqān fī Tajwīd al-Qur’ān (La perfección en la recitación correcta del Corán).
5. Qirā’at Ḥamza wa Radd al-I‘tirāḍāt al-Wāridah ‘alayhā (La lectura de Ḥamza y refutación de objeciones).
6. Akhdh al-Ajr ‘alā Iqra’ al-Qur’ān (Recibir la recompensa por la lectura del Corán).
7. Ad-Dalālāt ‘inda al-Uṣūlīyīn (Las indicaciones según los estudiosos de los principios de jurisprudencia).
8. Kitāb al-Arba‘īn fī Faḍā’il Āl al-Bayt al-Ṭāhirīn (Libro de los cuarenta hadices sobre las virtudes de la familia pura del Profeta).
9. Kitāb al-Arba‘īn fī Faḍā’il al-Ṣaḥābah (Libro de los cuarenta hadices sobre las virtudes de los compañeros).
10. Naẓm al-Khulāṣah fī al-Tajwīd (Composición poética de un resumen sobre tajwīd).
11. Taḥrīr al-Aḥkām fī Tadbīr Ahl al-Islām li Ibn Jamā‘ah (Edición y estudio)
12. Muqaddimah fī ‘Ilm al-Qirā’āt (Introducción a la ciencia de las recitaciones coránicas)
13. Ḥāshiyah ‘alā Risālat al-Tajwīd li Shaykh ‘Abdullāh Abā Baṭīn (Comentario marginal sobre la carta del tajwīd)
14. Al-Masānīd al-Mi’ah (Los cien “Masānīd” - colecciones de hadices)
15. Ḥāshiyah ‘alā Mukhtaṣar al-Itqān fī ‘Ulūm al-Qur’ān (Comentario marginal sobre el resumen de la perfección en ciencias coránicas)
16. Sharḥ Sunan Ibn Mājah (Comentario sobre las “Sunan” de Ibn Mājah)
17. Sharḥ Mukhtaṣar Ibn al-Laḥḥām fī Uṣūl al-Fiqh (Comentario sobre el resumen de Ibn al-Laḥḥām en principios de jurisprudencia)
18. Al-Madkhal ilā ‘Ulūm al-Qur’ān ‘inda Ahl al-Sunnah wa al-Jamā‘ah (Introducción a las ciencias coránicas según Ahl al-Sunnah wa al-Jamā‘ah)
19. Ibn al-‘Arabī wa Kitābuhu Aḥkām al-Qur’ān (Estudio y análisis del libro “Las reglas del Corán” de Ibn al-‘Arabī)
20. Al-Ruqyah al-Shar‘iyyah wa Wasā’iluhā (¿Es la ruqyah legal o ijtihādica?)
21. Aḥkām al-Masḥ: Dirāsah Muqāranah (Reglas del “masḥ” – estudio comparativo)
22. Aḥkām al-Khul‘: Dirāsah Muqāranah (Reglas del “khul‘” – estudio comparativo)
23. Aḥkām Ḥadd al-Ḥirābah: Dirāsah Muqāranah (Reglas del castigo “Ḥadd al-Ḥirābah” – estudio comparativo)
24. Ḥall al-Mushkilāt fī Tajwīd al-Āyāt (Resolución de problemas en la recitación correcta de versículos)
25. Risālat al-Tafkhīm (Tratado sobre la pronunciación enfática)
26. Tanbīh al-Ḥuffāẓ ‘alā al-Khaṭa’ fī Qirā’at Ashraf al-Alfāẓ (Advertencia a los memoriosos sobre errores en la lectura de palabras nobles)
27. Juz’ fī al-Riwāyah ‘an al-Mubtadi‘ (Parte sobre la transmisión de un innovador)
28. Sharḥ Lum‘at al-I‘tiqād (Comentario sobre el “Destello de la Creencia”)
29. Sharḥ Manhaj al-Sālikīn fī al-Fiqh li Ibn Sa‘dī (Comentario sobre el método de los que caminan en jurisprudencia)
30. Al-Samā‘ (Sīrah al-Salaf fī al-Riḥlah wa Samā‘ al-Kitāb wa al-Sunnah) (Audición – Biografía de los antiguos en viajes y en la audición del Libro y la Sunnah)
31. Riḥlat al-Shitā’ wa al-Ṣayf (Viajes de invierno y verano)
32. Dīwān al-Masmū‘āt wa Dalīl al-Athbāt wa al-Mashāyikh wa al-Musalsalāt (Colección de grabaciones y guía de pruebas, maestros y cadenas de transmisión)
33. Al-Wajīz fī Dhikr al-Majāz wa al-Mujīz bi al-Kitāb al-‘Azīz (Resumen sobre metáfora y transmisores en el Noble Libro)
34. Mu‘jam al-Shuyūkh (Diccionario de maestros)
35. Kitāb al-Arba‘īn al-Da‘awiyyah (Libro de los cuarenta en la llamada religiosa)
36. Al-Musalsalāt (fī al-Sunnah al-Nabawiyyah) (Cadenas en la Sunnah Profética)
37. Sharḥ al-Jazariyyah (Comentario sobre la “Jazariyyah”)
38. Sharḥ Bayān al-‘Uyūb allati Yajibu An Yajtaniha al-Qurrā’ li Ibn al-Bannā al-Ḥanbalī (Comentario sobre la explicación de defectos que deben evitar los recitadores)
39. Sharḥ al-Wāsiṭiyyah (Comentario sobre “Al-Wāsiṭiyyah”)
40. Sharḥ Tuḥfat al-Atfāl (Comentario sobre “El regalo de los niños”)
41. Sharḥ Manẓūmat al-Uṣūl wa al-Qawā‘id li Shaykhnā Ibn ‘Uthaymīn (Comentario sobre la composición poética de principios y reglas de Ibn ‘Uthaymīn)
42. Sharḥ Naẓm al-Qawā‘id al-‘Arabiyyah li al-Shubrāwī (Comentario sobre la composición poética de reglas árabes)
43. Sharḥ Naẓm al-‘Urūḍ li al-Shubrāwī (Comentario sobre la composición poética de la métrica árabe)
44. Ḥāshiyah ‘alā ‘Ulūm al-Ḥadīth li Ibn al-Ṣalāḥ (Comentario marginal sobre ciencias del hadiz)
45. Ḥāshiyah ‘alā Nukhbat al-Fikr (Comentario marginal sobre “La selección del pensamiento”)
46. Ḥāshiyah ‘alā al-Nashr fī al-Qirā’āt al-‘Ashr li Ibn al-Jazrī (Comentario sobre la publicación de las diez recitaciones)
47. Ḥāshiyah ‘alā Qaṣīdat al-Khāqānī fī al-Tajwīd (Comentario sobre el poema de al-Khāqānī en tajwīd)
48. Sharḥ at-Taḥdīd fī Ṣin‘at al-Itqān wa al-Tajwīd li al-Dānī (Comentario sobre “La precisión en el arte de la perfección y tajwīd” de al-Dānī)
49. Sharḥ al-Waraqāt li Abī al-Ma‘ālī al-Juwaynī (Comentario sobre “Las hojas” de al-Juwaynī)
50. Ri‘āyat al-Mawhūbīn fī al-‘Ulūm al-Shar‘iyyah (Cuidado de los talentosos en las ciencias religiosas)
51. Adab al-Ṭalab (Ética del estudiante)
52. Dhayl Ghāyat al-Nihāyah li Ibn al-Jazrī (Apéndice al libro “El fin máximo”)
53. Ḥāshiyah ‘alā Ṣaḥīḥ al-Bukhārī (Comentario marginal sobre Sahih al-Bukhari)
54. Ḥāshiyah ‘alā Ṣaḥīḥ Muslim (Comentario marginal sobre Sahih Muslim)
55. Sharḥ Muqaddimat al-Ṣaḥīḥ li Muslim (Comentario sobre la introducción del Sahih Muslim)
56. Ḥāshiyah ‘alā al-Muwaṭṭā’ (Comentario marginal sobre al-Muwaṭṭā’)
57. Ḥāshiyah ‘alā Musnad al-Shāfi‘ī (Comentario marginal sobre el Musnad de al-Shafi‘i)
58. Ḥāshiyah ‘alā Sunan Abī Dāwūd (Comentario marginal sobre Sunan Abi Dawud)
59. Ḥāshiyah ‘alā Sunan al-Tirmidhī (Comentario marginal sobre Sunan al-Tirmidhi)
60. Ḥāshiyah ‘alā Sunan al-Nasā’ī (Comentario marginal sobre Sunan al-Nasa’i)
61. Ḥāshiyah ‘alā ‘Umdat al-Aḥkām li ‘Abd al-Ghanī al-Maqdisī (Comentario marginal sobre ‘Umdat al-Ahkam)

- Compuso más de treinta planes de estudio para el Ministerio de Educación del Reino de Arabia Saudita en el departamento de currículos en el Corán, las lecturas y las ciencias coránicas.
- Tiene lecciones y programas científicos detallados en sus sitios web.

Riad - Ministerio de Educación (anteriormente)
Sitio web: www.isnad.info
Twitter: @benobaid
YouTube: DAbdullahAlobaid
Telegram: @alobaid1